# Movimento Patriótico Livre
 O Movimento Patriótico Livre (em árabe: التيار الوطني الحر, translit. at-Tayyār al-Waṭanī al-Horr/; em inglês:  Free Patriotic Movement, FPM)  é um partido político libanês. Fundado por Michel Aoun em 2005, o partido é atualmente liderado pelo genro de Aoun, Gebran Bassil, desde 2015.

## Ideologia
O Movimento Patriótico Livre segue o nacionalismo libanês e a agenda do General Michel Aoun. O partido advoga pela deportação de refugiados sírios do Líbano.

## História

### Fundação
Enquanto Aoun estava exilado em Paris, por conta da ocupação síria pós-Guerra Civil Libanesa, ele estabeleceu o Movimento Patriótico Livre no que chamou de "A Conferência Nacional". Ele voltou ao Líbano em 7 de maio de 2005, depois que a Revolução do Cedro forçou a retirada das forças sírias e, em seguida, disputou as eleições legislativas realizadas no final de maio e início de junho, o colocando à frente do maior grupo cristão de deputados na época.

### Acordo com o Hezbollah
Em 2006, o MPL assinou um memorando de entendimento com o Hezbollah firmando sua relação e discutindo o desarmamento do Hezbollah, com algumas condições. A segunda e terceira condições para o desarmamento foram o retorno dos prisioneiros libaneses das prisões israelenses e a elaboração de uma estratégia de defesa para proteger o Líbano da ameaça israelense. O acordo também discutiu a importância de manter relações diplomáticas normais com a Síria e o retorno de todos os presos políticos e da diáspora em Israel.

### Presidência do Líbano (2016–2022)
Em 20 de outubro de 2016, Michel Aoun foi eleito presidente do Líbano após assinar acordo com Samir Geagea, líder das  Forças Libanesas por apoio à sua candidatura. Sua presidência ficou marcada por disputas diplomáticas com a Arábia Saudita, protestos contra a situação econômica, e as explosões no porto de Beirute. Aoun anunciou sua resignação um dia antes de seu termo de seis anos acabar, com o Primeiro-ministro Najib Mikati o sucedendo como presidente interino em 30 de outubro de 2022.

### Eleições gerais de 2022
O MPL perdeu assentos nas eleições de 15 de maio de 2022, deixando de ser o maior partido cristão no parlamento após a eleição. As Forças Libanesas se tornaram o maior partido cristão no parlamento libanês.

## Resultados Eleitorais

### Legislativas
| Data | CI. | Votos   | %            | +/- | Deputados | +/- | Líder         |
| ---- | --- | ------- | ------------ | --- | --------- | --- | ------------- |
| 2005 | 3.º | N/D     |              |     | 15 / 128  |     | Michel Aoun   |
| 2009 | 2.º | N/D     |              |     | 19 / 128  | 4   | Michel Aoun   |
| 2018 | 3.º | 236 942 | 13,4 / 100,0 |     | 24 / 128  | 5   | Gebran Bassil |
| 2022 | 4.º | 144 646 | 8 / 100,0    | 5,4 | 17 / 128  | 7   | Gebran Bassil |